# 비니 시걸

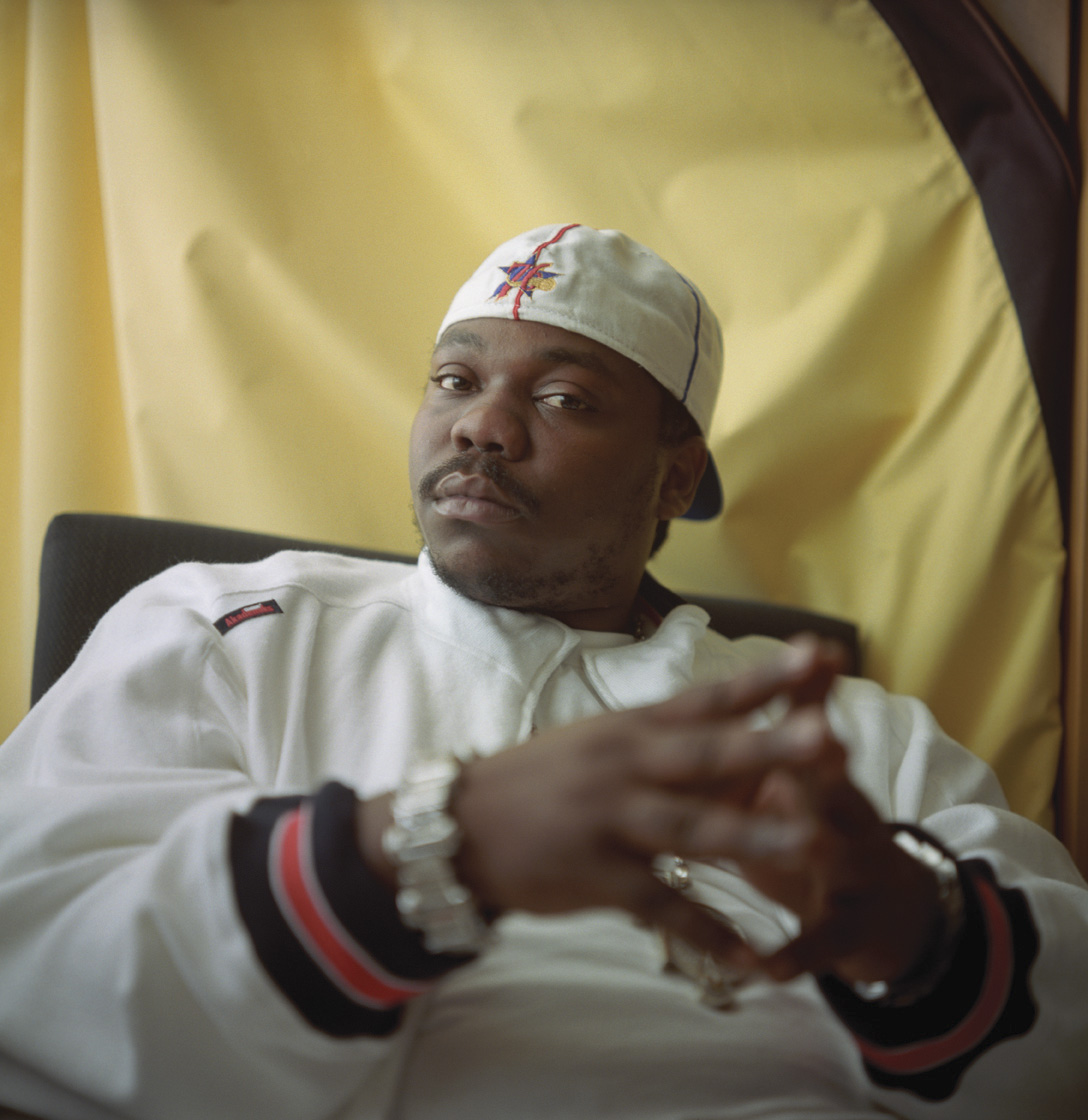
비니 시걸 (2002)

비니 시걸(Beanie Sigel, 본명 Dwight Grant, 1974년 3월 6일 -)는 미국의 가수이다. 현재 데프잼 레코드에 소속되어 있으며 1998년에 영입되었다. 힙합그룹 State Property의 멤버이다.
첫 데뷔는 DJ Clue의 도움을 받아 믹스테입을 제작했는데, 그 후 Jay-z가 그를 Hard Knock Life 앨범의 remix버전인 Money, cash, Hose에 참여시켰다(해당 앨범에는 그 외에 DMX, 맴피스 블릭이 참여). 그 후에 첫앨범 The Truth로 정식 데뷔했다.
그러나 이러한 제이 지의 서포트에도 불구하고,시겔은 2009년 11월 락커펠라 레코드에서 탈퇴선언을 한다.